# Lac Tasiujaq
Pour les articles homonymes, voir Delisle.
Le lac Tasiujaq (Tasiujaq en inuktitut et Iyaatiwinapaakw en langue cri), anciennement le lac Guillaume-Delisle, est une étendue d'eau du Nunavik, dans la région administrative du Nord-du-Québec, au Québec, au Canada.

## Géographie
Long de 61 km et large de 22 km, le lac est séparé de la baie d'Hudson par une arête étroite et haute de roches cambriennes. La communication entre les deux entités hydrographiques s'effectue par un chenal de près de 5 km de long appelé Le Goulet. Par ce passage pénètre l'eau des marées, ce qui provoque de forts courants et des oscillations du niveau de l'eau de l'ordre d'une cinquantaine de centimètres. Des relevés archéologiques effectués à cet endroit montrent une occupation de la culture de Dorset il y a 2800 ans.
De forme triangulaire, cette nappe d'eau saumâtre occupe une superficie de 712 km2. Son pourtour est parsemé de falaises qui, du haut de leurs 365 mètres de moyenne, sont les cuestas les plus élevées du Québec.
Le lac Tasiujaq et le lac à l'Eau Claire font partie du parc national Tursujuq, d'une superficie de 26 107 km², dont la création a officiellement été annoncée par le ministre de l'Environnement, de la Faune et des Parcs du Québec le 14 décembre 2012.

## Toponymie
Le premier Européen à pénétrer dans le lac est Thomas Mitchell, pour le compte de la Compagnie de la Baie d'Hudson en 1744. Il nomme le lac Sir Atwell's Lake en l'honneur du gouverneur de la Compagnie à l'époque. Sur une carte de 1749 de William Coats, le lac apparait sous le nom cri de Artiwinipeck et de Sir Atwell's Lake. La Compagnie de la Baie d'Hudson ouvre un poste de traite en 1749 au sud du lac. Il ferme dix ans plus tard faute de rentabilité. Il recevra par la suite de nombreux noms dont le Baie Winipeke, le Golfe de Hazard, Hazard, Golfe de Richmond et Baie de Richmond. La Commission de géographie du Canada adopte le toponyme Richmond Gulf en 1905. L'origine du toponyme est inconnu, mais il pourrait évoquer le duc de Richmond, ou bien le nom du navire avec lequel Thomas Mitchell a navigué sur la baie d'Hudson. Le lac est renommé en l'honneur de Guillaume Delisle (1675-1726) en 1962. Guillaume Delisle a réalisé des cartes relativement précises pour l'époque dont une sur la mer de l'Ouest d'où apparait « Baie d'Hudson ». 
Les inuits donne au lac le nom de Tasiujaq qui signifie « qui ressemble à un lac ». Les cris lui donne le nom de Iyaatiwinapaakw qui se traduit pour le « lac qui est presque à la mer (baie d'Hudson) ». 
Le lac a été renommé lac Tasiujaq le 26 février 2016 par la Commission de toponymie dans le but de rendre plus visible le patrimoine autochtone de la région. L'ancien toponyme a été transféré à la pointe Guillaume-Delisle, la péninsule qui sépare le lac Tasiujaq à la baie d'Hudson.